# Asteriscus intermedius

Asteriscus intermedius es una especie del género Asteriscus nativa de las Islas Canarias. 

## Descripción
Asteriscus intermedius es un endemismo de la isla de Lanzarote, que se diferencia del resto de especies del género en las islas por sus hojas de oblanceoladas a espatuladas y densamente seríceas, con pelos largos y suaves, que no se encuentran amontonadas hacia el extremo de los tallos, que son plateados. 

## Taxonomía
Asteriscus intermedius fue descrita por (DC.) Pit. et Proust y publicado en Les Iles Canaries 224. 1909.
Etimología
Asteriscus: nombre genérico que procede del griego asteriskos, que significa "pequeña estrella".
intermedius: epíteto que procede de inter y medius, es decir entre otros dos táxones.
Sinonimia
- Asteriscus sericeus var. intermedius DC. (1836) basónimo
- Bubonium intermedium (DC.) Halvorsen & Wiklund (1986)
- Nauplius intermedius (DC.) Webb (1843)
- Odontospermum intermedium (DC.) Sch.Bip. (1844)[2]

## Nombre común
Se conoce como "jorjado".